# 曹氏 (鄭袤妻)
曹氏（198年—280年），郑袤之妻，晉朝時期人物，鲁国薛县（今山东省微山县东北）人。
郑袤先娶孙氏，孙氏早亡，娶曹氏为继室。贤惠知礼仪，事奉公婆非常孝，勤于纺织，来作为奉养公婆之资，与妯娌姑嫂之间关系和睦，尽其礼节，都得欢心。郑袤为司空，其子郑默也位列朝班，时人称道她的荣贵。曹氏害怕自满，每次郑默升官，她就忧虑形之于声色。俭朴淡食，穿洗过的衣服，郑袤等获得的俸禄，曹氏都周济宗族亲戚，家无余财。
孙氏埋葬在黎阳，郑袤死后，议者以孙氏久丧，不想合葬。曹氏说：“孙氏是元配，理当从葬，不可使孤魂无所依靠。“于是准备吉凶导从的礼仪以迎接棺椁，准备衣衾几筵，亲执雁行之礼，听说的人没有不叹息的，以为晋国的赵姬下叔隗，不足称道。太康元年郑袤卒，年八十三岁。